# Apogonichthys landoni
Az Apogonichthys landoni a sugarasúszójú halak (Actinopterygii) osztályához a sügéralakúak (Perciformes) rendjéhez, ezen belül a kardinálishal-félék (Apogonidae) családjához tartozó faj.

## Előfordulása
Az Apogonichthys landoni elterjedési területe a Csendes-óceán nyugati részének a középső szakaszánál található meg, a Fülöp-szigetek vizeiben.

## Életmódja
Ez a kardinálishal a trópusi tengerek nyílt vizeit kedveli.